# Д'Илио (Кјети)
Д'Илио (итал. D'Ilio) је насеље у Италији у округу Кјети, региону Абруцо.
Према процени из 2011. у насељу је живело 24 становника. Насеље се налази на надморској висини од 13 м.